# كول غيليسبي
كول غيليسبي (بالإنجليزية: Cole Gillespie)‏ هو لاعب كرة قاعدة أمريكي، ولد في 20 يونيو 1984 في بورتلاند في الولايات المتحدة.

## وصلات خارجية
- كول غيليسبي على موقع دوري كرة القاعدة الرئيسي (الإنجليزية)
- كول غيليسبي على موقعبيزبول رفرنس.كوم (الدوري الرئيسي) (الإنجليزية)
- كول غيليسبي على موقعبيزبول رفرنس.كوم (الدوري الثانوي) (الإنجليزية)
- كول غيليسبي على موقع إي إس بي إن.كوم (أم.أل.بي) (الإنجليزية)
- كول غيليسبي على موقع مشجعي الرسوم البيانية (الإنجليزية)